# Giovanni Leopoldo di Sassonia-Coburgo-Gotha
Giovanni Leopoldo Guglielmo Alberto Ferdinando Vittorio di Sassonia-Coburgo-Gotha (Coburgo, 2 agosto 1906 – Grein, 4 maggio 1972) è stato un filatelista tedesco, membro della casa di Sassonia-Coburgo-Gotha.

## Biografia

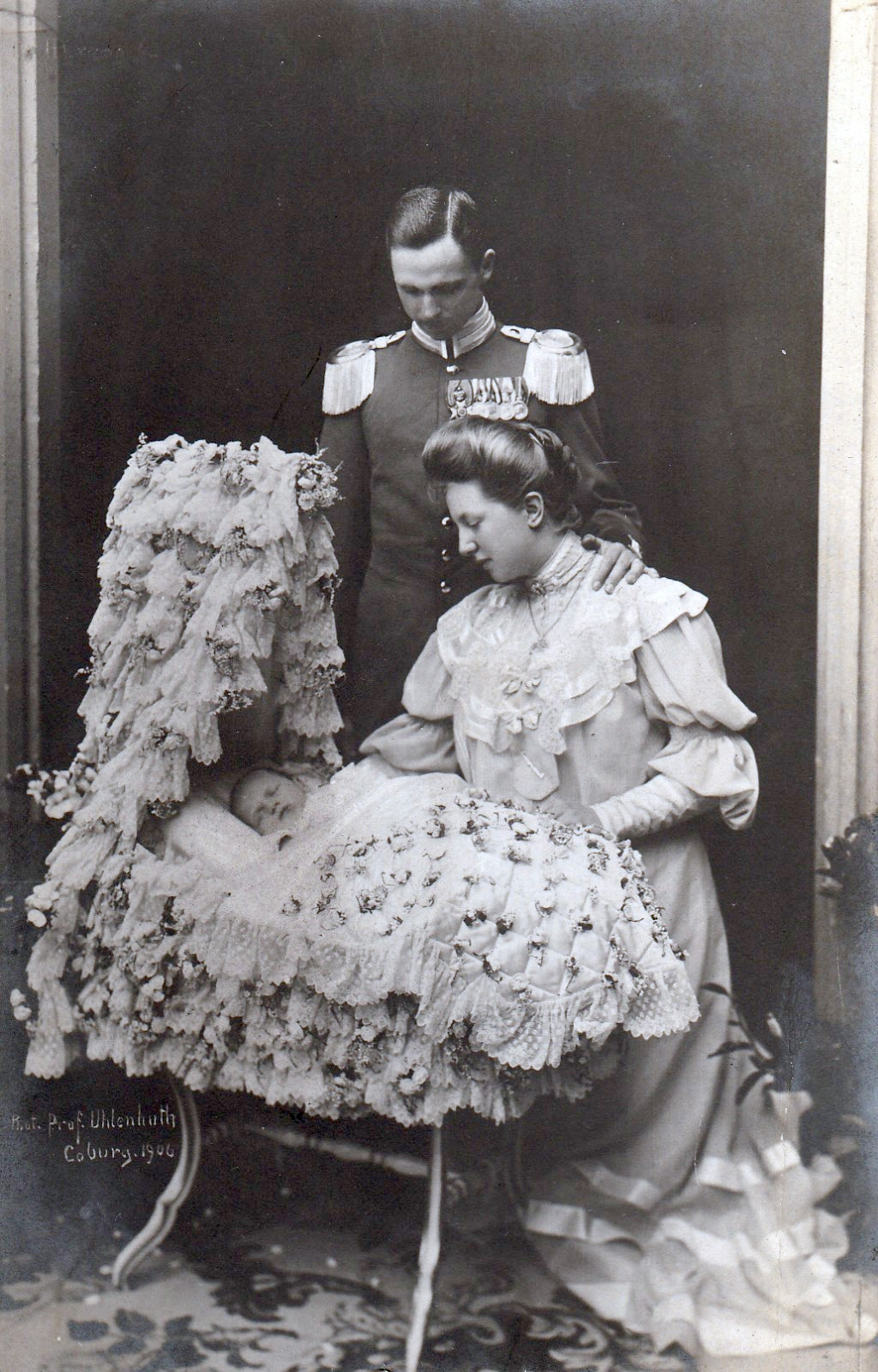
Il principe ereditario con i suoi genitori nel 1906.

Era figlio del principe Carlo Edoardo di Sassonia-Coburgo-Gotha e della principessa Vittoria Adelaide di Schleswig-Holstein-Sonderburg-Glücksburg; i suoi nonni paterni erano il principe Leopoldo, duca di Albany (figlio della regina Vittoria del Regno Unito) e la principessa Elena di Waldeck e Pyrmont, quelli materni il duca Federico Ferdinando di Schleswig-Holstein-Sonderburg-Glücksburg e Carolina Matilde di Schleswig-Holstein-Sonderburg-Augustenburg.
La sua famiglia, quella dei Sassonia-Coburgo-Gotha e degli Hannover, discendeva dall'antichissimo casato dei Welfen, al quale apparteneva Enrico il Leone, ed era anche imparentata con le casate reali di Belgio, Danimarca, Norvegia, Russia e Germania. A causa di diverbi con l'originale ceppo inglese, i rami tedeschi degli Hannover, i duchi di Brunswick e i duchi di Sassonia-Coburgo-Gotha, persero ogni diritto sul trono inglese.
Giovanni Leopoldo fu principe ereditario di Sassonia-Coburgo-Gotha finché la Rivoluzione di Novembre costrinse Carlo Edoardo, suo padre, ad abdicare e a decretare la decadenza del casato. Durante la Seconda guerra mondiale rimase in Germania, essendo il padre un alto ufficiale delle SS: l'adesione di Carlo Edoardo al nazismo era dovuta al doppio tradimento ricevuto dall'Inghilterra che lo aveva esiliato, e dalla Germania che lo aveva deposto; così per proteggersi dall'avanzata bolscevica, si era legato al nazismo. Nonostante ciò Giovanni Leopoldo non aderì al Partito Nazista e non entrò nemmeno a far parte della Wehrmacht, vivendo come privato cittadino in Franconia.
Dopo la Seconda Guerra Mondiale riuscì ad evitare il totale crollo della sua famiglia grazie ai fondi ricevuti in aiuto dalla famiglia reale svedese (sua sorella Sibilla era principessa ereditaria di Svezia) e assunse il cognome di Wettin, e trasferitosi in Austria, dedicò il resto della sua vita alla filatelia, divenendo uno dei più importanti studiosi e possessori di francobolli mondiali, compilando uno dei primi manuali tedeschi di filatelia e scrisse alcuni libri sulla filatelia massonica, essendo egli stesso massone.

### Discendenza
Nel 1932 aveva sposato la baronessa Fedora von der Horst, matrimonio che fu considerato morganatico e impedì ogni successione al trono sassone; dopo il divorzio dalla baronessa avvenuto nel 1962, sposò, sempre in matrimonio morganatico Maria Theresia Reindl. Ebbe figli solo dalla prima moglie:
- Carolina Matilde Adelaide Sibilla Marianna Erika (1933-), sposò Michael Nielsen;
- Ernesto Leopoldo Edoardo Guglielmo Giosea (1935-1996), sposò Igeborg Henig, dopo il divorzio Gertraude Monika Pfeiffer e dopo la morte di questi Sabine Biller;
- Pietro Alberto Federico Giosea (1939-), sposò Roswitha Henriette Breuer.

## Ascendenza
|                                                                |                                                            |                                                                      | Genitori                                            |  |  | Nonni |  |  | Bisnonni                                     |  |  | Trisnonni                                 |  |
|                                                                |                                                            |                                                                      |                                                     |  |  |       |  |  | Principe Alberto di Sassonia-Coburgo e Gotha |  |  | Ernesto I, Duca di Sassonia-Coburgo-Gotha |  |
|                                                                |                                                            |                                                                      |                                                     |  |  |       |  |  | Principe Alberto di Sassonia-Coburgo e Gotha |  |  | Ernesto I, Duca di Sassonia-Coburgo-Gotha |  |
|                                                                |                                                            | Principessa Luisa di Sassonia-Gotha-Altenburg                        |                                                     |  |  |       |  |  | Principe Alberto di Sassonia-Coburgo e Gotha |  |  |                                           |  |
| Principe Leopoldo, Duca di Albany                              |                                                            |                                                                      |                                                     |  |  |       |  |  | Principe Alberto di Sassonia-Coburgo e Gotha |  |  |                                           |  |
|                                                                |                                                            | Vittoria del Regno Unito                                             | Principe Edoardo, Duca di Kent e Strathearn         |  |  |       |  |  |                                              |  |  |                                           |  |
|                                                                |                                                            | Vittoria del Regno Unito                                             | Principe Edoardo, Duca di Kent e Strathearn         |  |  |       |  |  |                                              |  |  |                                           |  |
|                                                                |                                                            | Vittoria del Regno Unito                                             | Principessa Vittoria di Sassonia-Coburgo-Saalfeld   |  |  |       |  |  |                                              |  |  |                                           |  |
| Carlo Edoardo, Duca di Sassonia-Coburgo e Gotha                |                                                            | Vittoria del Regno Unito                                             |                                                     |  |  |       |  |  |                                              |  |  |                                           |  |
|                                                                |                                                            | Giorgio Vittorio, Principe di Waldeck e Pyrmont                      | Giorgio II, Principe di Waldeck e Pyrmont           |  |  |       |  |  |                                              |  |  |                                           |  |
|                                                                |                                                            | Giorgio Vittorio, Principe di Waldeck e Pyrmont                      | Giorgio II, Principe di Waldeck e Pyrmont           |  |  |       |  |  |                                              |  |  |                                           |  |
|                                                                |                                                            | Giorgio Vittorio, Principe di Waldeck e Pyrmont                      | Principessa Emma di Anhalt-Bernburg-Schaumburg-Hoym |  |  |       |  |  |                                              |  |  |                                           |  |
| Principessa Elena di Waldeck e Pyrmont                         |                                                            | Giorgio Vittorio, Principe di Waldeck e Pyrmont                      |                                                     |  |  |       |  |  |                                              |  |  |                                           |  |
|                                                                |                                                            | Principessa Elena di Nassau                                          | Guglielmo, Duca di Nassau                           |  |  |       |  |  |                                              |  |  |                                           |  |
|                                                                |                                                            | Principessa Elena di Nassau                                          | Guglielmo, Duca di Nassau                           |  |  |       |  |  |                                              |  |  |                                           |  |
|                                                                |                                                            | Principessa Elena di Nassau                                          | Principessa Paolina di Württemberg                  |  |  |       |  |  |                                              |  |  |                                           |  |
| Principe Giovanni Leopoldo di Sassonia-Coburgo e Gotha         |                                                            | Principessa Elena di Nassau                                          |                                                     |  |  |       |  |  |                                              |  |  |                                           |  |
|                                                                | Federico, Duca di Schleswig-Holstein-Sonderburg-Glücksburg | Federico Guglielmo, Duca di Schleswig-Holstein-Sonderburg-Glücksburg |                                                     |  |  |       |  |  |                                              |  |  |                                           |  |
|                                                                | Federico, Duca di Schleswig-Holstein-Sonderburg-Glücksburg | Federico Guglielmo, Duca di Schleswig-Holstein-Sonderburg-Glücksburg |                                                     |  |  |       |  |  |                                              |  |  |                                           |  |
|                                                                | Federico, Duca di Schleswig-Holstein-Sonderburg-Glücksburg | Principessa Luisa Carolina d'Assia-Kassel                            |                                                     |  |  |       |  |  |                                              |  |  |                                           |  |
| Federico Ferdinando, Duca di Schleswig-Holstein                | Federico, Duca di Schleswig-Holstein-Sonderburg-Glücksburg |                                                                      |                                                     |  |  |       |  |  |                                              |  |  |                                           |  |
|                                                                |                                                            | Principessa Adelaide di Schaumburg-Lippe                             | Giorgio Guglielmo, Principe di Schaumburg-Lippe     |  |  |       |  |  |                                              |  |  |                                           |  |
|                                                                |                                                            | Principessa Adelaide di Schaumburg-Lippe                             | Giorgio Guglielmo, Principe di Schaumburg-Lippe     |  |  |       |  |  |                                              |  |  |                                           |  |
|                                                                |                                                            | Principessa Adelaide di Schaumburg-Lippe                             | Principessa Ida di Waldeck e Pyrmont                |  |  |       |  |  |                                              |  |  |                                           |  |
| Principessa Vittoria Adelaide di Schleswig-Holstein            |                                                            | Principessa Adelaide di Schaumburg-Lippe                             |                                                     |  |  |       |  |  |                                              |  |  |                                           |  |
|                                                                |                                                            | Federico VIII, Duca di Schleswig-Holstein                            | Cristiano, Duca di Augustenburg                     |  |  |       |  |  |                                              |  |  |                                           |  |
|                                                                |                                                            | Federico VIII, Duca di Schleswig-Holstein                            | Cristiano, Duca di Augustenburg                     |  |  |       |  |  |                                              |  |  |                                           |  |
|                                                                |                                                            | Federico VIII, Duca di Schleswig-Holstein                            | Contessa Luisa Sofia di Danneskiold-Samsøe          |  |  |       |  |  |                                              |  |  |                                           |  |
| Carolina Matilde di Schleswig-Holstein-Sonderburg-Augustenburg |                                                            | Federico VIII, Duca di Schleswig-Holstein                            |                                                     |  |  |       |  |  |                                              |  |  |                                           |  |
|                                                                |                                                            | Principessa Adelaide di Hohenlohe-Langenburg                         | Ernesto I, Principe di Hohenlohe-Langenburg         |  |  |       |  |  |                                              |  |  |                                           |  |
|                                                                |                                                            | Principessa Adelaide di Hohenlohe-Langenburg                         | Ernesto I, Principe di Hohenlohe-Langenburg         |  |  |       |  |  |                                              |  |  |                                           |  |
|                                                                |                                                            | Principessa Adelaide di Hohenlohe-Langenburg                         | Principessa Feodora di Leiningen                    |  |  |       |  |  |                                              |  |  |                                           |  |
|                                                                |                                                            | Principessa Adelaide di Hohenlohe-Langenburg                         |                                                     |  |  |       |  |  |                                              |  |  |                                           |  |